# Gérald Lemoyne
Gérald Lemoyne est un homme politique québécois. Il est maire de Lebel-sur-Quévillon de 1994 à 2013. De 2002 à 2013, il est également maire de la Municipalité de la Baie-James, qui est alors la municipalité avec le plus vaste territoire au monde. 

## Biographie
Gérald Lemoyne complète ses études secondaires à l’école Paul VI de Rouyn en 1967. Il s’installe à Lebel-sur-Quévillon en 1968, et y travaille jusqu’en 2008 chez l’entreprise Domtar.

### Carrière politique

#### Politique locale
L’implication politique de Gérald Lemoyne débute en 1987, à titre de conseiller municipal à Lebel-sur-Quévillon. Dès 1994, il est élu maire de la municipalité. Il est réélu et demeure à ce poste pendant près de vingt ans. En décembre 2012, il annonce qu’il ne se représentera pas aux élections municipales de 2013. De 2016 à 2018, il fait un retour en politique, à titre de conseiller municipal.
Au cours de sa carrière municipale, il fait face à de grandes difficultés : en 2005 l’usine de pâtes et papiers de Domtar, pilier économique de la communauté, ferme ses portes sans préavis. La situation qui se devait temporaire devient définitive en 2008. L’organisation municipale de Gérald Lemoyne consacre beaucoup d’énergie à la relance des opérations de l’usine de pâtes kraft et à la sauvegarde du poumon économique de la communauté. L'usine est finalement rachetée par l’entreprise Fortress en 2013, puis par Chantiers Chibougamau en 2019. 

#### Politique régionale
Au cours de sa carrière, Gérald Lemoyne est très actif au niveau de la politique régionale. De 2002 à 2013 il est maire de la Municipalité de la Baie-James. Cette entité régionale fondée en 1971 dans le cadre de la Convention de la Baie-James, assure la gestion municipale du territoire non-urbanisé de la Baie-James, et exclut les terres réservées aux communautés cries. Cela fait d’elle, la municipalité la plus étendue au monde et représente le cinquième de la superficie du Québec. 
De 1998 à 2015 il siège sur le conseil d’administration de la Société de développement de la Baie-James et est Président de la Conférence régionale des élus de la Baie-James de 2004 à 2013. 
En 2012, Gérald Lemoyne se présente aux élections générales provinciales pour le Parti Libéral dans le comté d’Ungava. Il est défait à 34.71% des voix contre Luc Ferland qui l’emporte avec 45.52% des voix. 